# 石塚信広
石塚 信広（いしづか のぶひろ、1949年7月24日 - ）は、日本の元騎手。

## 経歴

### 1970年代
馬事公苑騎手養成長期課程では南井克巳・小迫次男・赤羽秀男・大江原哲・五十嵐忠男と同期になり、1972年3月4日の中山第1競走4歳未勝利・ハッピーキングで初騎乗初勝利を達成。1970年3月1日の宮田仁・鎌田祐一（東京）、吉永良人（京都）以来2年ぶりの達成で、当日の中山では石塚の他に加藤晴己、阪神では鎌田光也が達成した。
次に騎乗した第4競走障害5歳以上未勝利・スズコトブキでは初めて落馬するが、石塚と同じ日にデビューし、初騎乗初勝利に悔しがった赤羽は安心した。
6月17日の函館第2競走3歳新馬・タイムリーで2勝目を挙げ、函館3歳ステークスでも同馬に騎乗し、人馬共に重賞初挑戦も8頭中8着に終わった 。7月29日の札幌では初の1日2勝を挙げ、1年目の1972年は7勝をマーク。
2年目の1973年には11月3日・4日の東京で初の2日連続勝利を挙げ、初の2桁勝利となる14勝をマークし、同年から1977年まで5年連続2桁勝利を記録。
3年目の1974年には7月13日の札幌第2競走3歳新馬をコクサイプリンスで勝利し、9月15日の東京第4競走3歳新馬では9頭中7番人気のタイトマッチでテスコガビーの2着に入った。目黒記念（秋）では8頭中7番人気のラウンドファイトでイナボレス・カミノテシオに次ぐと同時にイチフジイサミ・ツキサムホマレ・スガノホマレを抑えて3着に入り、同年は自己最多で自身唯一の20勝台となる25勝をマーク。
1974年からはカシュウチカラの生産者として知られる吉田権三郎の所有馬アグネスビューチーの主戦騎手として活躍し、1975年には6月15日の中山第11競走ジューンステークスではアイフルに5馬身付け、11月23日の東京第7競走白富士賞では新馬戦でカブラヤオーに勝利したダイヤモンドアイ、カブラヤオーとテスコガビーが対決した第9回東京4歳ステークス3着馬テキサスシチーを抑えて勝利。1976年には京王杯スプリングハンデキャップでヤマブキオーの4着、牝馬東京タイムズ杯でも4着に入った。
1977年には6月19日の中山第2競走4歳未勝利を14頭中13番人気のニシノトサクインで勝利し枠連50100円の大波乱を呼ぶなど、自身最後の2桁となる17勝をマーク。
1978年12月24日の中山第5競走3歳400万下では17頭中17番人気のサンタイトルで勝利し単勝万馬券、1979年8月19日の新潟第1競走3歳未勝利では8頭中7番人気のゴールドファイターで2着に入って枠連万馬券の大波乱を演出。

### 1980年代
1985年3月31日の中山第12競走5歳以上900万下では14頭中13番人気のカネツファイターで枠連35510円、1987年7月25日の新潟第8競走笹山特別では9頭中9番人気のアルファアモンで逃げ切って枠連23420円の波乱を呼ぶ。

### 1990年代
1990年4月7日の中山第9競走隅田川特別では13頭中13番人気のサファリオリーブで勝利し単勝10440円、枠連23110円の大波乱となったが、テレビ東京「ウイニング競馬」で実況を担当する矢野吉彦が前身の「土曜競馬中継」で最初に実況したレースとなった。
1991年には3月2日の中山第3競走4歳新馬でツインターボに騎乗し、レース前に笹倉武久調教師から与えられた「好きなように走らせろ。ハナ（先頭）に立て。あとは舵をとるだけでいい」という指示通りにスタートから逃げ、前半は競りかけられるも、一度も先頭を譲らずに3馬身差のデビュー勝ちを果たす。
同24日の第9競走もくれん賞でも1馬身半差で鮮やかに逃げ切ってみせたが、石塚自身は同レースが最後の勝利となり、同年4月28日の東京第7競走4歳500万下・ランニングムーン（9頭中5着）を最後に現役を引退。

## 騎手成績
| 通算成績 | 1着 | 2着 | 3着 | 4着以下 | 出走回数 | 勝率 | 連対率 |
| -------- | --- | --- | --- | ------- | -------- | ---- | ------ |
| 計       | 182 | 165 | 199 | 1944    | 2490     | .073 | .158   |